# Tutanchamun (Musical)
Tutanchamun ist ein Musical von Sissi Gruber (Libretto) und Gerald Gratzer (Musik). Es wurde am 3. Juli 2008 bei den Festspielen Gutenstein uraufgeführt.

## Handlung
Das Musical beginnt mit der Beisetzung Echnatons, dem Pharao von Ägypten. Das Volk ist aufgebracht und es hofft auf einen Herrscher, der es weise und gerecht führen wird.
Teje, die Mutter Echnatons, sucht nun nach einem neuen Herrscher, den sie durch eine Weisung des Himmels in Tutanchamun, dem Sohn Echnatons mit einer Nebenfrau, sieht. Haremhab, der Oberbefehlshaber des Heeres des Pharaos, und Eje, der mächtige und einflussreiche Wesir, sind nicht begeistert von dem Neunjährigen, da sie selber gerne Pharao wären, doch seine Großmutter setzt großes Vertrauen in ihn.
Tutanchamun wird Herrscher in einem Weltreich, das unter seinem Vorgänger in eine brisante Lage geraten war. Krieg herrscht gegen Nubien und die einzelnen Götterkulte (Aton und Amun) drohen in einen Bürgerkrieg auszubrechen.
Der junge Pharao wird mit seiner besten Freundin und Halbschwester Anchesenamun verheiratet. Während die Braut aus Sicherheitsgründen nach Achet-Aton geschickt wird, wird Tutanchamun das Leben nicht leicht gemacht. Haremhab drillt ihn, damit er bricht, doch der junge Pharao findet Kraft in seiner nun toten Großmutter. Er weiß, dass sie immer bei ihm ist und ihn unterstützt.
So wächst Tutanchamun zu einem jungen Mann heran und soll nun mit seiner Frau Anchesenamun zusammentreffen. Beim alljährlichen, großen Opet-Fest treffen die beiden aufeinander. Anchesenamun erkennt jedoch den alten Freund aus Kindertagen nicht mehr wieder. Tutanchamun ist zu einem verwöhnten und arrogantem Pharao geworden, der von anderen Frauen umgarnt wird und seine Untergebenen unmöglich und herablassend behandelt. Die Königin sagt ihrem Mann mutig und ehrlich die Meinung. Sie erklärt ihm, dass sie ihn so nicht lieben und nicht mit ihm zusammen sein kann.
Der junge Pharao erkennt nun, dass er durch Harmehab beeinflusst und als Marionette behandelt wurde. Er merkt, dass er mit seiner Frau Großes erreichen könnte. Er nimmt nun die Regierungsgeschäfte selbst in die Hand und setzt seine Macht zum Nutzen seines Volkes ein.
Anchesenamun sieht nun nicht mehr das Scheusal in ihrem Mann und merkt, wie sehr sie ihn liebt.
Doch die ewige Liebe währt nicht ewig. Nach einer Intrige Haremhabs stirbt der junge Pharao. Das ganze Volk ist traurig und merkt, wie groß ihr Pharao das Reich gemacht hat.

## Produktionsgeschichte
Tutanchamun wurde am 3. Juli 2008 uraufgeführt und stand dann bis zum 10. August 2008 bei den Festspielen in Gutenstein zur Aufführung. Im Oktober und November 2010 kam das Musical als englischsprachige Version in Kairo und Alexandria zur Aufführung. Bei diesem Gastspiel in Ägypten wurde die komplette Bühnen-, Projektions- und Beschallungstechnik der Gutensteiner Produktion nach Ägypten transportiert.

### Besetzungen
| Originalbesetzung Welturaufführung, 2008 | Originalbesetzung Welturaufführung, 2008 |
| ---------------------------------------- | ---------------------------------------- |
| Tutanchamun                              | Jesper Tydén                             |
| Tutanchamun als Kind                     | Karoline Vetter                          |
| Anchesenamun                             | Sabine Mayer                             |
| Haremhab                                 | Rob Fowler                               |
| Eje                                      | André Bauer                              |
| Teje                                     | Kerstin Ibald                            |
| Saamiya                                  | Kerstin Ibald                            |
| Ofir                                     | Harald Tauber                            |

| Besetzung Aufführungsserie Ägypten, 2010 | Besetzung Aufführungsserie Ägypten, 2010 |
| ---------------------------------------- | ---------------------------------------- |
| Tutanchamun                              | Jesper Tydén                             |
| Anchesenamun                             | Franziska Schuster                       |
| Haremhab                                 | Drew Sarich                              |
| Eje                                      | André Bauer                              |
| Teje                                     | Kerstin Ibald                            |
| Saamiya                                  | Kerstin Ibald                            |
| Ofir                                     | Martin Berger                            |

## Lieder
| - Ouvertüre - Pharao ist tot - Wer wird der neue Pharao - Sieh nach vorn - Prüfungen - Wo kein Beamter, da kein Staat | - Das Land in starker Hand - Nun trete ich meine Herrschaft an - Zug um Zug - Opet-Fest - Ich bin das Licht - Zeigt die Waren her | - Der Stärkste siegt - Tanz des Lebens - Spürst Du diese Kraft - Beschwörung am Nil - Der Zorn der Götter - Du und ich | - Zweikampf mit König Kashta - Bleibe ich in Erinnerung - Jeder Moment mit Dir - Die Ewigkeit liegt in jedem Augenblick |

## Stationen des Musicals

### Österreich
- Festspiele Gutenstein (UA 2008)

### Ägypten
- Kairo (2010)
- Alexandria (2010)

## Veröffentlichungen

### CD
- 2008 Cast-Album zur Welturaufführung in Gutenstein
- 2011 Cast-Album zur englischsprachigen Aufführung in Ägypten

### DVD
- 2010 Tutanchamun – Das Musical – Die Ewigkeit liegt in jedem Augenblick